# 1985-ös magyar úszóbajnokság
Az 1985-ös magyar úszóbajnokságot júliusban rendezték meg a Komjádi Béla Sportuszodában

## Eredmények

### Férfiak
| Versenyszám            | Arany                                                              | Arany    | Ezüst                                                              | Ezüst    | Bronz                                                                 | Bronz    |
| ---------------------- | ------------------------------------------------------------------ | -------- | ------------------------------------------------------------------ | -------- | --------------------------------------------------------------------- | -------- |
| 50 m gyorsúszás        | Kálló István BVSC                                                  | 24,70    | Kovács László Bp. Honvéd                                           | 24,91    | Kripkó Zoltán Szolnoki VSE                                            | 25,12    |
| 100 m gyorsúszás       | Kálló István BVSC                                                  | 53,16    | Darnyi Tamás Újpesti Dózsa                                         | 53,93    | Kovács László Bp. Honvéd                                              | 54,27    |
| 200 m gyorsúszás       | Szilágyi Zoltán Bp. Honvéd                                         | 1:54,89  | Darnyi Tamás Újpesti Dózsa                                         | 1:55,94  | Koczka Lajos Bp. Honvéd                                               | 1:56,65  |
| 400 m gyorsúszás       | Szilágyi Zoltán Bp. Honvéd                                         | 3:58,56  | Kalaus Valter Bp. Honvéd                                           | 4:01,78  | Szabó József Bp. Honvéd                                               | 4:03,06  |
| 1500 m gyorsúszás      | Koczka Lajos Bp. Honvéd                                            | 15:42,09 | Szilágyi Zoltán Bp. Honvéd                                         | 15:44,93 | Kalaus Valter Bp. Honvéd                                              | 15:46,39 |
| 50 m hátúszás          | Wladár Sándor Újpesti Dózsa                                        | 27,42    | Novotny Attila BVSC                                                | 27,72    | Balajti Zoltán Orvosegyetem SC                                        | 28,40    |
| 100 m hátúszás         | Darnyi Tamás Újpesti Dózsa                                         | 58,07    | Wladár Sándor Újpesti Dózsa                                        | 58,90    | Deutsch Tamás KSI                                                     | 59,46    |
| 200 m hátúszás         | Darnyi Tamás Újpesti Dózsa                                         | 2:03,34  | Balajti Zoltán Orvosegyetem SC                                     | 2:05,29  | Deutsch Tamás KSI                                                     | 2:06,25  |
| 50 m mellúszás         | Kripkó Zoltán Szolnoki VSE                                         | 30,98    | Szabó Péter BVSC                                                   | 31,14    | Hegedűs Gábor Vasas SC                                                | 31,16    |
| 100 m mellúszás        | Szabó Péter BVSC                                                   | 1:05,63  | Vermes Albán Újpesti Dózsa                                         | 1:07,41  | Güttler Károly Újpesti Dózsa                                          | 1:08,79  |
| 200 m mellúszás        | Szabó Péter BVSC                                                   | 2:19,75  | Vermes Albán Újpesti Dózsa                                         | 2:23,55  | Szabó József Bp. Honvéd                                               | 2:23,94  |
| 50 m pillangóúszás     | Kálló István BVSC                                                  | 26,30    | Mészáros Gábor Bp. Spartacus                                       | 26,68    | Kripkó Zoltán Szolnoki VSE                                            | 26,78    |
| 100 m pillangóúszás    | Kálló István BVSC                                                  | 56,74    | Darnyi Tamás Újpesti Dózsa                                         | 57,80    | Kovács László Bp. Honvéd                                              | 57,93    |
| 200 m pillangóúszás    | Darnyi Tamás Újpesti Dózsa                                         | 2:01,98  | Kálló István BVSC                                                  | 2:02,77  | Kovács László Bp. Honvéd                                              | 2:06,40  |
| 200 m vegyes úszás     | Darnyi Tamás Újpesti Dózsa                                         | 2:08,00  | Szabó József Bp. Honvéd                                            | 2:09,14  | Wladár Sándor Újpesti Dózsa                                           | 2:10,78  |
| 400 m vegyes úszás     | Darnyi Tamás Újpesti Dózsa                                         | 4:27,56  | Szabó József Bp. Honvéd                                            | 4:28,05  | Balajti Zoltán Orvosegyetem SC                                        | 4:38,38  |
| 4 × 100 m gyorsváltó   | Bp. Honvéd Kovács Koczka Lajos Szabó József Szilágyi Zoltán        | 3:37,81  | BVSC Balla Zoltán Kovács Zsolt Novotny Attila Kálló István         | 3:39,24  | Újpesti Dózsa Wladár Sándor Güttler Károly Vermes Albán Darnyi Tamás  | 3:44,57  |
| 4 × 200 m gyorsváltó   | Bp. Honvéd Kalaus Valter Koczka Lajos Szabó József Szilágyi Zoltán | 7:47,45  | BVSC Horváth Zsolt Pászti Csaba Kálló István Balla Zoltán          | 8:01,19  | Dunaújvárosi Kohász Bene Károly Salamon Péter Kemény Ákos Ágh Norbert | 8:02,72  |
| 4 × 100 m vegyes váltó | BVSC Novotny Attila Szabó Péter Kálló István Balla Zoltán          | 3:56,55  | Újpesti Dózsa Darnyi Tamás Vermes Albán Marian Andor Wladár Sándor | 4:02,23  | Bp. Honvéd Borostyán Zsolt Szabó József Kovács László Szilágyi Zoltán | 4:02,30  |

### Nők
| Versenyszám            | Arany                                                                  | Arany   | Ezüst                                                                   | Ezüst   | Bronz                                                               | Bronz   |
| ---------------------- | ---------------------------------------------------------------------- | ------- | ----------------------------------------------------------------------- | ------- | ------------------------------------------------------------------- | ------- |
| 50 m gyorsúszás        | Csikány Csilla BVSC                                                    | 27,57   | Burián Melinda Bp. Spartacus                                            | 27,58   | Trócsányi Sára Bp. Spartacus                                        | 27,78   |
| 100 m gyorsúszás       | Ormos Edit Vasas SC                                                    | 57,68   | Orosz Andrea Bp. Spartacus                                              | 57,89   | Csikány Csilla BVSC                                                 | 59,11   |
| 200 m gyorsúszás       | Orosz Andrea Bp. Spartacus                                             | 2:02,58 | Gyúró Mónika Bp. Honvéd                                                 | 2:04,06 | Ormos Edit Vasas SC                                                 | 2:08,33 |
| 400 m gyorsúszás       | Orosz Andrea Bp. Spartacus                                             | 4:12,40 | Gyúró Mónika Bp. Honvéd                                                 | 4:12,63 | Kovács Rita Nyíregyházi VSC                                         | 4:28,48 |
| 800 m gyorsúszás       | Gyúró Mónika Bp. Honvéd                                                | 8:44,06 | Orosz Andrea Bp. Spartacus                                              | 9:00,30 | Kovács Rita Nyíregyházi VSC                                         | 9:01,73 |
| 50 m hátúszás          | Virágh Katalin Vasas SC                                                | 30,19   | Váradi Andrea Vasas SC                                                  | 30,73   | Fodor Ágnes Eger SE                                                 | 31,33   |
| 100 m hátúszás         | Virágh Katalin Vasas SC                                                | 1:04,78 | Gyúró Mónika Bp. Honvéd                                                 | 1:05,23 | Varga Dóra Dunaújvárosi Kohász                                      | 1:05,62 |
| 200 m hátúszás         | Gyúró Mónika Bp. Honvéd                                                | 2:19,22 | Varga Dóra Dunaújvárosi Kohász                                          | 2:21,05 | Váradi Andrea Vasas SC                                              | 2:22,79 |
| 50 m mellúszás         | Nagy Katalin Vasas SC                                                  | 34,83   | Krifka Rita Vasas SC                                                    | 35,66   | Kovács Judit Pécsi MSC                                              | 35,71   |
| 100 m mellúszás        | Nagy Tünde KSI                                                         | 1:16,70 | Nagy Katalin Vasas SC                                                   | 1:16,78 | Velemi Kinga BVSC                                                   | 1:17,32 |
| 200 m mellúszás        | Velemi Kinga BVSC                                                      | 2:45,24 | Nagy Tünde KSI                                                          | 2:45,67 | Kovács Judit Pécsi MSC                                              | 2:46,80 |
| 50 m pillangóúszás     | Ormos Edit Vasas SC                                                    | 29,38   | Trócsányi Sára Bp. Spartacus                                            | 29,64   | Csoma Enikő BVSCOrbán Gabriella BVSC                                | 29,67   |
| 100 m pillangóúszás    | Ormos Edit Vasas SC                                                    | 1:03,24 | Walter Ildikó Vasas SC                                                  | 1:04,95 | Nagy Katalin Vasas SC                                               | 1:05,06 |
| 200 m pillangóúszás    | Gyúró Mónika Bp. Honvéd                                                | 2:18,50 | Ormos Edit Vasas SC                                                     | 2:19,65 | Walter Ildikó Vasas SC                                              | 2:21,08 |
| 200 m vegyes úszás     | Nagy Katalin Vasas SC                                                  | 2:21,44 | Gyúró Mónika Bp. Honvéd                                                 | 2:22,91 | Pócsai Csilla Újpesti Dózsa                                         | 2:25,14 |
| 400 m vegyes úszás     | Gyúró Mónika Bp. Honvéd                                                | 4:52,00 | Pócsai Csilla Újpesti Dózsa                                             | 5:00,47 | Szabó Vera Dunaújvárosi Kohász                                      | 5:03,32 |
| 4 × 100 m gyorsváltó   | Bp. Spartacus Trócsányi Sára Burián Melinda Hegedűs Ágnes Orosz Andrea | 3:58,46 | Vasas SC Nagy Katalin Korényi Krisztina Virágh Katalin Ormos Edit       | 4:00,12 | BVSC Orbán Gabriella Szőllősi Gabriella Csoma Enikő Csikány Csilla  | 4:03,29 |
| 4 × 200 m gyorsváltó   | Vasas SC Nagy Katalin Virágh Katalin Walter Ildikó Ormos Edit          | 8:38,16 | Bp. Spartacus Trócsányi Sára Burián Melinda Hegedűs Ágnes Orosz Andrea  | 8:42,03 | BVSC Füri Ilona Csoma Enikő Orbán Gabriella Csikány Csilla          | 8:50,99 |
| 4 × 100 m vegyes váltó | Vasas SC Virágh Katalin Nagy Katalin Walter Ildikó Ormos Edit          | 4:23,72 | Bp. Spartacus Trócsányi Sára Horváth Ildikó Gyurácz Eszter Orosz Andrea | 4:31,55 | BVSC Szőllősi Gabriella Velemi Kinga Orbán Gabriella Csikány Csilla | 4:32,25 |

## Csúcsok
A bajnokság során az alábbi csúcsok születtek:
| Esemény                        | Idő     | Név                                                      | Csapat        | Csúcs                               |
| ------------------------------ | ------- | -------------------------------------------------------- | ------------- | ----------------------------------- |
| Férfi 50 méteres gyorsúszás    | 24,70   | Kálló István                                             | BVSC          | Országos felnőtt                    |
| Férfi 100 méteres gyorsúszás   | 53,16   | Kálló István                                             | BVSC          | Országos felnőtt                    |
| Férfi 50 méteres hátúszás      | 27,42   | Wladár Sándor                                            | Újpesti Dózsa | Országos felnőtt                    |
| Férfi 50 méteres pillangóúszás | 26,30   | Kálló István                                             | BVSC          | Országos felnőtt                    |
| Férfi 200 méteres vegyesúszás  | 2:09,14 | Szabó József                                             | Bp. Honvéd    | Országos serdülő                    |
| Férfi 400 méteres vegyesúszás  | 4:28,05 | Szabó József                                             | Bp. Honvéd    | Országos serdülő                    |
| Női 400 méteres gyorsúszás     | 4:12,40 | Orosz Andrea                                             | Bp. Spartacus | Országos felnőtt, ifjúsági          |
| Női 400 méteres gyorsúszás     | 4:12,63 | Gyúró Mónika                                             | Bp. Honvéd    | Országos serdülő                    |
| Női 800 méteres gyorsúszás     | 8:44,06 | Gyúró Mónika                                             | Bp. Honvéd    | Országos felnőtt, ifjúsági, serdülő |
| Női 50 méteres hátúszás        | 30,19   | Virágh Katalin                                           | Vasas SC      | Országos felnőtt                    |
| Női 50 méteres pillangóúszás   | 29,38   | Ormos Edit                                               | Vasas SC      | Országos felnőtt                    |
| Női 50 méteres mellúszás       | 34,83   | Nagy Katalin                                             | Vasas SC      | Országos felnőtt                    |
| Női 400 méteres vegyesúszás    | 4:52,00 | Gyúró Mónika                                             | Bp. Honvéd    | Országos felnőtt, ifjúsági, serdülő |
| Női 4 × 100 m gyorsváltó       | 3:58,46 | Trócsányi Sára Burián Melinda Hegedűs Ágnes Orosz Andrea | Bp. Spartacus | Országos ifjúsági                   |
| Női 4 × 200 m gyorsváltó       | 8:42,03 | Trócsányi Sára Burián Melinda Hegedűs Ágnes Orosz Andrea | Bp. Spartacus | Országos ifjúsági                   |